# Knabenburg (Lauenstein)

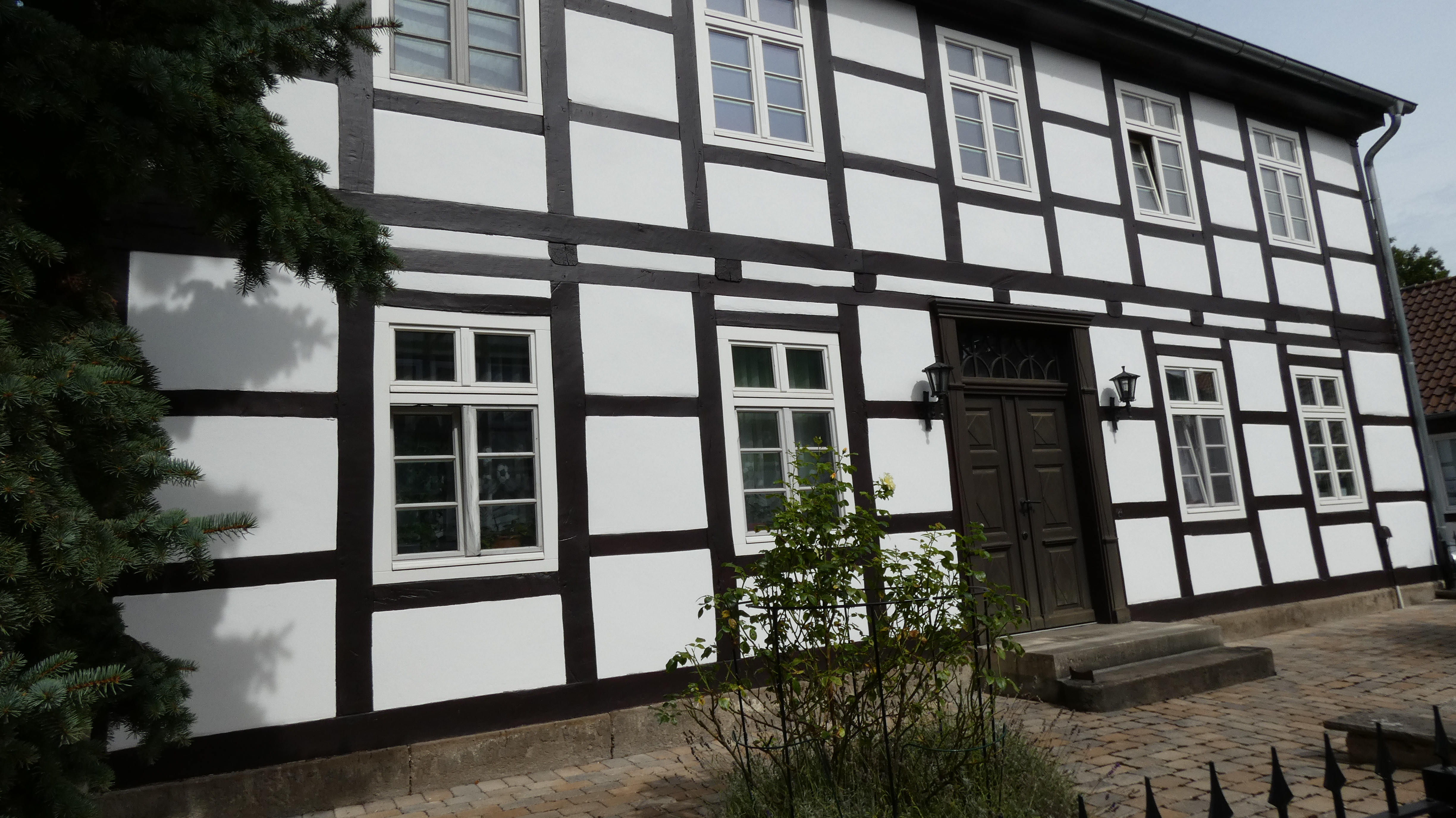
Ein Haus der Knabenburg in Lauenstein

Knabenburg, auch Knapenburg, ist der Name eines Anwesens in Salzhemmendorf im Naturpark Weserbergland Schaumburg-Hameln. Die denkmalgeschützte Gesamtanlage, die in nach Jahrhunderten zählenden historischen Zusammenhängen mit dem örtlichen Vorwerk, der Burg Lauenstein und zahlreichen Adelsgeschlechtern steht, errang zuletzt insbesondere durch das rund 4000 Quadratmeter große Grundstück große Bedeutung: Hier wirkte der 1916 verstorbene Besitzer Ernst Rudorff, der als Begründer des Naturschutzes in Deutschland gilt. Der Standort des Ensembles findet sich unter der Adresse Im Flecken 48 in Lauenstein.

## Beschreibung
In der parkähnlichen Grünanlage, die unmittelbar an den Kirchhof der ehemaligen St.-Annen-Kapelle grenzt, findet sich eine dreiteilige Gebäudegruppe als zweigeschossige Fachwerktrakte unter schindelgedeckten Schieferdächern, geschützt durch die nach dem Solling benannten Sollingplatten. Die Anfang des 18. und Anfang des 19. Jahrhunderts errichtete Gruppe besteht aus einem Herrenhaus und zwei zu landwirtschaftlichen Zwecken errichteten Wirtschaftsgebäuden, die rechtwinklig um einen seitlich offenen Innenhof gruppiert sind. Als Verbindung wurde hier 1840 ein Treppenhaus angebaut.

## Geschichte
Der Name „Knabenburg“ leitete sich daraus ab, dass laut dem Erbregister des Hauses Homburg die Mitglieder der Ritterschaft, die in der niederen Börde des Amtes Eschershausen wohnten, „Homburger Knaben“ genannt wurden.
Nach zahlreichen Wechseln der Eigentümer, zumeist Adelsgeschlechtern und, vor allem auch nach dem Dreißigjährigen Krieg, bürgerlichen Besitzern, wurde das erhaltene Herrenhaus zur Zeit des Kurfürstentums Hannover im Jahr 1724 errichtet, die Wirtschaftsgebäude zur sogenannten Franzosenzeit im Jahr 1812 sowie zur Zeit des Königreichs Hannover im Jahr 1840.

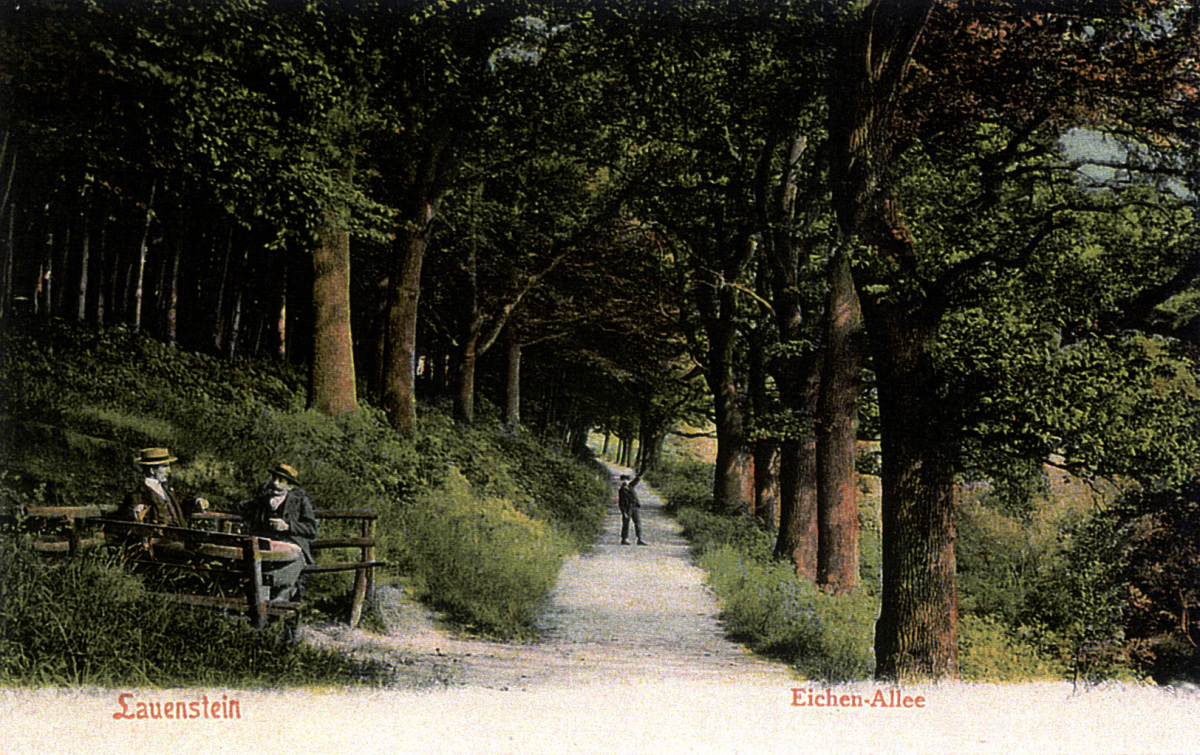
Die von Ernst Rudorff vor der Abholzung gerettete Eichen-Allee hinter der Knabenburg;
kolorierte Ansichtskarte um 1900

Als im Jahr 1886 die jahrhundertealte Eichen-Allee am Fuß des Krähenberges hinter der Knabenburg für eine Flurbereinigung gefällt werden sollte, kaufte der Berliner Komponist Ernst Rudorff, der Ende des 19. Jahrhunderts die Knabenburg häufig als Sommersitz nutzte, die gesamte Allee kurzerhand dem Magistrat in Lauenstein ab, um die Bäume vor der Abholzung zu retten. Diese Handlung „stellt eine er frühesten zivilgesellschaftlichen Naturschutzaktionen dar.“
Anfang der 1980er Jahre stand das gesamte Anwesen, als es zum Wohnen, als Museum und für die Landwirtschaft genutzt worden war, zum Verkauf durch die damaligen Eigentümer aus dem Hause von Gottberg.